# Веляризація
Веляриза́ція (лат. velarisatio, від velum palatinum — «піднебінна завіска») — особливе ствердіння приголосного внаслідок піднесення задньої частини спинки язика до м'якого піднебіння.